# Тарасевич, Владимир Адамович
Владимир Адамович Тарасевич (1922—1979) — старший сержант Рабоче-крестьянской Красной Армии, участник Великой Отечественной войны, Герой Советского Союза (1944).

## Биография
Владимир Тарасевич родился 14 октября 1922 года в Новороссийске. После окончания семи классов школы работал токарем на заводе. В 1940 году Тарасевич был призван на службу в Рабоче-крестьянскую Красную Армию. С октября 1941 года — на фронтах Великой Отечественной войны.
К сентябрю 1943 года старший сержант Владимир Тарасевич командовал отделением 1161-го стрелкового полка 351-й стрелковой дивизии 56-й армии Северо-Кавказского фронта. Отличился во время освобождения Краснодарского края. 25 сентября 1943 года отделение Тарасевича принимало активное участие в боях на кургане Семибратный в районе села Джигинка Анапского района. Одним из первых ворвавшись в опорный пункт противника, Тарасевич лично уничтожил группу немецких солдат и офицеров, а также подавил несколько огневых точек и спас от гибели своего командира.
Указом Президиума Верховного Совета СССР от 16 мая 1944 года старший сержант Владимир Тарасевич был удостоен высокого звания Героя Советского Союза с вручением ордена Ленина и медали «Золотая Звезда».
После окончания войны Тарасевич был демобилизован. Проживал и работал в родном городе. Скончался 16 декабря 1979 года.
Был также награждён рядом медалей.